# Glattfelden
Glattfelden é uma comuna da Suíça, situada no distrito de Bülach, no cantão de Zurique. Tem 12,3 km² de área e sua população em 2018 foi estimada em 5.202 habitantes.